# Етногеологія
Етногеологія — це дослідження того, як корінні громади по всьому світу розуміють геологічні особливості з «локальної» точки зору, конкретно посилаючись на традиційні знання та історії, та уявлення про Землю, які передавалися через традиції та мудрість старости. Основна увага в минулих дослідженнях, як правило, зосереджувалася на унікальних ідеях і знаннях меншин і окремих культурних груп, а також на тому, як це пов’язано з універсальними та міжкультурними знаннями, відкритими людством загалом. Термін «етногеологія» вперше з’явився в геологічній літературі завдяки роботі Джона Мюррея з Університету Манітоби у Вінніпезі, Канада, в середині 1990-х років завдяки його дослідженням геологічного світогляду першої нації північних крі в провінції Манітоба в Канаді. У той час група геологів і викладачів геонаук, зокрема доктор Стівен Семкен з коледжу Навахо в Шипроку, штат Нью-Мексико, та його колеги досліджували цікаві зв’язки між традиційними знаннями індіанців, концепціями геонауки та унікальним баченням на земну історію, сформульовану місцевою етногеологічною мудрістю (див. посилання нижче).
Одним із глобальних прикладів геологічних знань за тисячі років є виготовлення кам’яних знарядь і наконечників стріл. У всьому світі люди сформували певні породи в різні інструменти. Ці артефакти свідчать про те, що існували певні базові знання про те, які породи були достатньо твердими та досить легкими, щоб їх можна було розколоти в різні корисні форми. Стародавні люди виявили певні гірські утворення, які забезпечили їх матеріалами для роботи. Кремінь, обсидіан, кремень, мідь і кварц були прикладами корисних порід або мінералів протягом тисячоліть.
Люди завжди використовували природні високі й сухі хребти для сухопутних шляхів, а водні шляхи – для подорожей на човнах, досліджень і торгівлі. Різні природні ресурси використовувалися протягом століть: золото й срібло цінувалися за їхню придатність для ювелірних виробів і торгівлі, а родючі землі були необхідні для сільського господарства. Гори та річки служили природними кордонами, забезпечуючи захист і встановлюючи межі між різними політичними утвореннями.

## Дивіться також
- Археоастрономія
- Корінні народи Америки
- Передісторія
- Усна історія
- Кам'яні знаряддя